# Bazhong
Bazhong (巴中 ; pinyin : Bāzhōng) est une ville-préfecture du nord-est de la province du Sichuan, en Chine.

## Climat
Les températures moyennes mensuelles de Bazhong vont de +5,7 °C pour le mois le plus froid (janvier) à +27,2 °C pour le mois le plus chaud (juillet), avec une moyenne annuelle de +16,9 °C (chiffres arrêtés en 1988).
Le total annuel des précipitations s'élève à 1 078,8 mm (chiffres arrêtés en 1983), principalement de mai à septembre.

## Subdivisions administratives
La ville-préfecture de Bazhong exerce sa juridiction sur quatre subdivisions - un district et trois xian :
- le district de Bazhou - 巴州区 Bāzhōu Qū ;
- le xian de Tongjiang - 通江县 Tōngjiāng Xiàn ;
- le xian de Nanjiang - 南江县 Nánjiāng Xiàn ;
- le xian de Pingchang - 平昌县 Píngchāng Xiàn.

## Culture et patrimoine
- Sculptures bouddhistes près de Bazhong[3].